# Grand Prix Belgii 1977
Grand Prix Belgii 1977 (oryg. Grote Prijs van Belgie) – siódma runda Mistrzostw Świata Formuły 1 w sezonie 1977, która odbyła się 5 czerwca 1977, po raz czwarty na torze Circuit Zolder.
35. Grand Prix Belgii, 24. zaliczane do Mistrzostw Świata Formuły 1.

## Klasyfikacja
| Legenda oznaczeń w tabelach wyników Wyświetl szablon na nowej stronie | Legenda oznaczeń w tabelach wyników Wyświetl szablon na nowej stronie                                                                     |
| Oznaczenie                                                            | Wyjaśnienie |
| --------------------------------------------------------------------- | --- |
| Złoty                                                                 | Zwycięzca lub mistrzostwo |
| Srebrny                                                               | 2. miejsce lub wicemistrzostwo |
| Brązowy                                                               | 3. miejsce lub II wicemistrzostwo |
| Zielony                                                               | Ukończył, punktował (w klasyfikacji generalnej, gdy zdobył co najmniej jeden punkt na przestrzeni sezonu, poza trzema powyższymi opcjami) |
| Niebieski                                                             | Ukończył, nie punktował (w klasyfikacji generalnej, gdy nie zdobył co najmniej jednego punktu na przestrzeni sezonu)                      |
| Czerwony                                                              | Nie zakwalifikował się (NZ) |
| Czerwony                                                              | Nie prekwalifikował się (NPK) |
| Różowy                                                                | Nie ukończył (NU) |
| Różowy                                                                | Niesklasyfikowany (NS) (w klasyfikacji generalnej, gdy nie został sklasyfikowany w żadnym wyścigu sezonu)                                 |
| Czarny                                                                | Zdyskwalifikowany (DK) |
| Czarny                                                                | Wykluczony (WYK/EX) |
| Biały                                                                 | Nie wystartował (NW) |
| Biały                                                                 | Kontuzjowany (K/INJ) |
| Biały                                                                 | Wyścig odwołany (OD/C) |
| Bez koloru                                                            | Został wycofany (WYC/WD) |
| Bez koloru                                                            | Nie przybył (NP/DNA) |
| Bez koloru                                                            | Nie brał udziału w treningach (NT/DNP) |
| Bez koloru                                                            | Nie został zgłoszony (–) |
| Pogrubienie                                                           | Start z pole position |
| Kursywa                                                               | Najszybsze okrążenie wyścigu |
| †                                                                     | Nie ukończył, ale jego rezultat został zaliczony ze względu na przejechanie więcej niż 90% dystansu wyścigu.                              |
| *                                                                     | Sezon w trakcie |
| 1/2/3                                                                 | Punktowana pozycja w sprincie kwalifikacyjnym                                                                                             |
| Lista systemów punktacji Formuły 1                                    | |

| Poz. | Nr. | Kierowca           | Konstruktor        | Okrążeń | Czas/powód NU      | Poz. start. | Punktów |
| ---- | --- | ------------------ | ------------------ | ------- | ------------------ | ----------- | ------- |
| 1    | 6   | Gunnar Nilsson     | Lotus-Ford         | 70      | 1:55:05.71         | 3           | 9       |
| 2    | 11  | Niki Lauda         | Ferrari            | 70      | 14.19              | 11          | 6       |
| 3    | 3   | Ronnie Peterson    | Tyrrell-Ford       | 70      | 19.95              | 8           | 4       |
| 4    | 19  | Vittorio Brambilla | Surtees-Ford       | 70      | 24.98              | 12          | 3       |
| 5    | 17  | Alan Jones         | Shadow-Ford        | 70      | + 1:15.47          | 17          | 2       |
| 6    | 8   | Hans Joachim Stuck | Brabham-Alfa Romeo | 69      | + 1 okrążenie      | 18          | 1       |
| 7    | 1   | James Hunt         | McLaren-Ford       | 69      | + 1 okrążenie      | 9           |         |
| 8    | 4   | Patrick Depailler  | Tyrrell-Ford       | 69      | + 1 okrążenie      | 5           |         |
| 9    | 25  | Harald Ertl        | Hesketh-Ford       | 69      | + 1 okrążenie      | 25          |         |
| 10   | 27  | Patrick Nève       | March-Ford         | 68      | + 2 okrążenia      | 24          |         |
| 11   | 34  | Jean-Pierre Jarier | Penske-Ford        | 68      | + 2 okrążenia      | 26          |         |
| 12   | 18  | Larry Perkins      | Surtees-Ford       | 67      | + 3 okrążenia      | 23          |         |
| 13   | 31  | David Purley       | LEC-Ford           | 67      | + 3 okrążenia      | 20          |         |
| 14   | 37  | Arturo Merzario    | March-Ford         | 65      | + 5 okrążeń        | 14          |         |
| NS   | 33  | Boy Hayje          | March-Ford         | 63      | Nie sklasyfikowany | 27          |         |
| NU   | 20  | Jody Scheckter     | Wolf-Ford          | 62      | Silnik             | 4           |         |
| NU   | 2   | Jochen Mass        | McLaren-Ford       | 39      | Wypadek            | 6           |         |
| NU   | 26  | Jacques Laffite    | Ligier-Matra       | 32      | Silnik             | 10          |         |
| NU   | 22  | Clay Regazzoni     | Ensign-Ford        | 29      | Silnik             | 13          |         |
| NU   | 12  | Carlos Reutemann   | Ferrari            | 14      | Wypadek            | 19          |         |
| NU   | 24  | Rupert Keegan      | Hesketh-Ford       | 14      | Wypadek            | 7           |         |
| NU   | 16  | Riccardo Patrese   | Shadow-Ford        | 12      | Wypadek            | 15          |         |
| NU   | 10  | Ian Scheckter      | March-Ford         | 8       | Wypadek            | 21          |         |
| NU   | 28  | Emerson Fittipaldi | Fittipaldi-Ford    | 2       | Elektronika        | 16          |         |
| NU   | 5   | Mario Andretti     | Lotus-Ford         | 0       | Wypadek            | 1           |         |
| NU   | 7   | John Watson        | Brabham-Alfa Romeo | 0       | Wypadek            | 2           |         |
| NZ   | 36  | Emilio de Villota  | McLaren-Ford       |         |                    |             |         |
| NZ   | 9   | Alex Ribeiro       | March-Ford         |         |                    |             |         |
| NZ   | 35  | Conny Andersson    | BRM                |         |                    |             |         |
| NZ   | 38  | Bernard de Dryver  | March-Ford         |         |                    |             |         |
| NZ   | 39  | Héctor Rebaque     | Hesketh-Ford       |         |                    |             |         |